# Protestas en Egipto de 2005-2006
Las protestas en Egipto de 2005-2006 fueron una ola de protestas y huelgas generales contra el presidente Hosni Mubarak y su gabinete, el ejército y los resultados de las elecciones presidenciales de 2005. Cientos de miles salieron a las calles durante meses en 2005, protestando por la reincidencia de Hosni Mubarak y exigiendo la caída del régimen. Los disturbios civiles fueron en su mayoría pacíficos, salvo algunos actos de violencia civil durante las manifestaciones masivas de septiembre, en las que se denunciaron los resultados de las elecciones presidenciales egipcias de 2005. Las protestas continuaron en 2006, mientras los movimientos masivos de protesta de periodistas y artistas sacudían Egipto. Las protestas de los trabajadores y estudiantes también estallaron en las ciudades de todo el país, en protesta por los aumentos de las tasas de matrícula y la inflación. También se llevaron a cabo protestas de la oposición prodemocrática en los primeros cuatro meses de 2006. En septiembre, 10 personas murieron en enfrentamientos en protestas contra la corrupción. El desempleo y la pobreza también llevaron a protestas laborales masivas en todo Egipto desde octubre a diciembre. Un levantamiento laboral masivo ocurrió en El-Mahalla El-Kubra en diciembre, en el que un trabajador murió en los enfrentamientos que siguieron a las protestas de los trabajadores exigiendo mejores salarios y mejores condiciones de vida.